# دگرددان
دگرددان (نام علمی: Allotheria) نام یک زیررده از رده پستانداران است.